# Rijksstad Kempten
De rijksstad Kempten was een tot de Zwabische Kreits behorende rijksstad binnen het Heilige Roomse Rijk. De stad heet nu Kempten im Allgäu.
Koning Rudolf verleent de plaats in 1289 een vrijheidsbrief, die de basis zal gaan vormen van de rijksstedelijke rechten. Keizer Lodewijk de Beier verleent de stad in 1340 het betere stadsrecht van Ulm. Keizer Karel IV bevestigt in 1360 de positie van de abt als rijksvorst en in 1361 de positie van de stad als rijksstad. Er blijven echter spanningen tussen de abt en de stad, wat uitmondt in de verwoesting van de dwangburcht door de burgers in 1363. Keizer Frederik III verleent de stad in 1488 de halsheerlijkheid. Als de stad in 1525 de reformatie invoert, lopen de spanningen met de abt weer op.
In de Reichsdeputationshauptschluss van 25 februari 1803 wordt in paragraaf 2 de inlijving bij het keurvorstendom Beieren vastgesteld. Pas in 1811 verenigt Beieren de rijksstad en de stichtsstad.